# Kimino (Wakayama)
Kimino (紀美野町 Kimino-chō?) es un pueblo localizado en la prefectura de Wakayama, Japón. En junio de 2019 tenía una población estimada de 8.362 habitantes y una densidad de población de 65,2 personas por km². Su área total es de 128,34 km².

## Geografía

### Localidades circundantes
- Prefectura de Wakayama
  - Kainan
  - Kinokawa
  - Katsuragi
  - Aridagawa

## Demografía
Según los datos del censo japonés, esta es la población de Kimino en los últimos años.
| Año del censo | Población |
| ------------- | --------- |
| 1995          | 13.378    |
| 2000          | 12.387    |
| 2005          | 11.643    |
| 2010          | 10.391    |
| 2015          | 9.206     |